# Тироль-Форарльберг

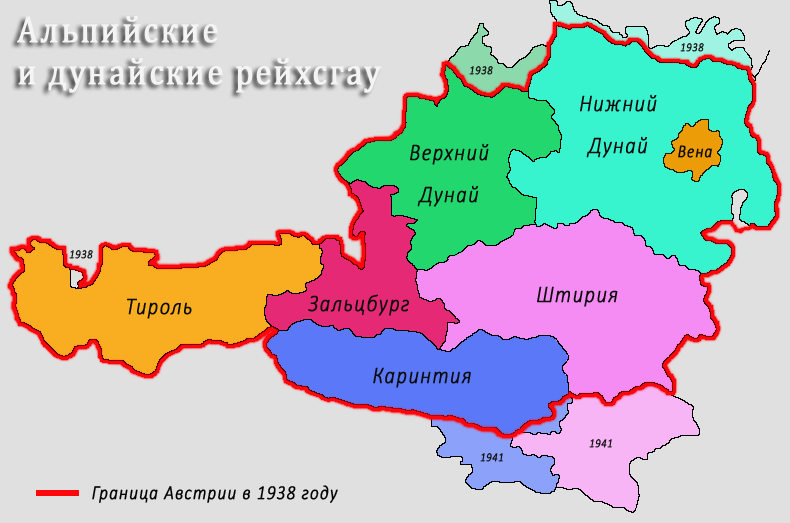
Альпийские и дунайские рейхсгау в 1941 году

Рейхсгау Тироль-Форарльберг (нем. Reichsgau Tirol-Vorarlberg) — рейхсгау, созданное в 1938 году на территории Северного Тироля и Форарльберга после присоединения Австрии в состав Нацистской Германии. Столица — город Инсбрук.
Восточный Тироль, который ранее вместе с Северным Тиролем образовывал единую землю Тироль, при образовании рейхсгау не был включён в рейхсгау Тироль-Форарльберг, однако вошёл в рейхсгау Каринтия. Кроме того, после присоединения Австрии к Германии коммуны Юнгхольц (Тироль) и Миттельберг (Форарльберг) в 1938 году были переданы Баварии.
До 1928 года, а затем с 1932 года, у австрийской нацистской партии уже был партийный гау Тироль-Форарльберг. В 1928-1932 годах Тироль и Форарльберг вместе с Зальцбургом образовали Вестгау. Гауляйтер нацистской партии в Тироле, Инсбрукец Франц Хофер, был назначен в 1932 году, и он оставался таковым даже на нелегальном этапе после запрета партии в 1933 году, пока Эдмунд Кристоф не сменил его в 1935 году. При нем 13 марта 1938 года к власти пришли национал-социалисты, но он считался слишком напористым. 24 мая 1938 года Хофер снова стал гауляйтером партийного гау нацистской партии Тироль-Форарльберг, штаб-квартира которого находилась в Новом загородном доме и находилась в ведении рейхсляйтера нацистской партии в Мюнхене (а не в Вене). Президентом правительства штата, а не главой штата, был Ханс-Рейнхард Кох. 1 сентября 1940 года Хофер был дополнительно назначен рейхсштаттхальтером Тироль-Форарльберга и оставался таковым до 1945 года. Заместителем Гауляйтера в 1938 году все еще был Эдмунд Кристоф, а с марта 1939 по 1945 год - Герберт Парсон.
Рейхсгау Тироль-Форарльберг состоял из территорий, которые сейчас называются Северный Тироль и Форарльберг. Восточный Тироль позже был присоединен к Каринтии. Он был разделен на округа с районным руководством и районными руководителями.
В Форарльберге были следующие округа:
- Крайс Брегенц с руководителем округа Гансом Дитрихом (1939-1945)
- Район Дорнбирн с руководителем района Антоном Планкенштайнером (1939-1941)
- Район Блуденц с руководителями округа Гансом Бернардом (1939-1941), затем с Вернфридом Рихтером (1941-1945)